# Каббани, Низар
Низар Тауфик Каббани (араб. نزار توفيق قباني‎; 21 марта 1923, Дамаск, Сирия — 30 апреля 1998, Лондон, Англия) — сирийский поэт и дипломат. Один из наиболее значимых арабских поэтов XX века.

## Биография

### Личная жизнь
Низар Каббани родился 21 марта 1923 года в старинной дамасской семье. Его двоюродным дедом был один из первых арабских драматургов Абу Халиль аль-Каббани. Своё первое стихотворение Каббани написал в возрасте 16 лет (1939), когда он проводил свои школьные каникулы в Италии. Первый стихотворный сборник Каббани вышел в 1943 году.
В 1945 году Низар Каббани окончил юридический факультет Дамасского университета, после чего поступил на службу в министерство иностранных дел Сирии, где проработал до 1966 года. Во время работы в МИДе Каббани служил в сирийских посольствах в Египте, Турции, Ливане, Британии, Китае и Испании. После выхода в отставку Каббани уехал в Бейрут, где основал издательство «Маншурат Низар Каббани». Первой женой Каббани была Захра Акбик, которая родила ему сына — Тауфика, и дочь — Хадбу. После развода с Захрой, Каббани женился на Балкыс ар-Рауи, ставшей его главной музой. Они прожили в браке 8 лет — с 1973 по 1981 год. В 1981 году Балкыс погибла в результате теракта в багдадском посольстве в Бейруте, где она работала. Низар Каббани также имел романтические отношения с Колет Хури, внучкой сирийского политика Фариса аль-Хури. Вскоре после гибели Балкыс Каббани покинул арабский мир, жил в Женеве, Париже и Лондоне.
Каббани скончался от сердечного приступа 30 апреля 1998 в Лондоне в возрасте 75 лет. После смерти, согласно его завещанию, он был перевезён в Дамаск и похоронен на кладбище Баб Сагир.

### Политические убеждения
Низар Каббани был убеждённым сторонником идей арабского национализма, почитателем Гамаля Абдель Насера, которого в поэме, посвящённой его смерти, называл «последним пророком». В последние годы многие стихотворения Низара Каббани были посвящены тематике антиавторитаризма, хотя он и поддерживал Саддама Хусейна.
Каббани был противником нормализации отношений с Израилем и даже оправдывал в своих стихах насилие против израильтян. Каббани также выступал с обвинениями в адрес западных средств массовой информации (например, в стихотворении «Я террорист»).

## Творчество

### Особенности поэзии
Первые стихи Каббани писал, используя классические формы арабской поэзии, однако затем он перешёл к свободному стиху, став, таким образом, одним из его основоположников в современной арабской поэзии. Стихи Каббани, в большинстве своём, написаны простым языком, часто отражающим реалии сирийского разговорного языка, современного Каббани. В общей сложности, за свою жизнь Каббани опубликовал 35 поэтических сборников.

### Основные темы поэзии Каббани
В целом, основу поэтического наследия Низара Каббани составляют любовная и политическая лирика. Одним из событий, сформировавших позицию поэта по вопросу положения женщин в арабском обществе, стало самоубийство его сестры, вызванное её нежеланием выходить замуж за нелюбимого человека. Первые 4 сборника Каббани посвящены теме женщины как объекта желания, но уже в вышедшем в 1956 году сборнике «Стихи Низара Каббани», поэт начинает выражать своё отрицательное отношение к мужскому шовинизму, а также защищать социальные свободы женщин, женщины иногда становятся лирическими героинями его стихотворений.
В своей политической лирике Каббани выступал с идеями арабского единства, критиковал правительства арабских стран, настаивал на борьбе с Израилем. В частности, Каббани восторженно встретил Первую палестинскую интифаду и поощрял в своих стихах палестинских подростков, выступавших против израильской армии.

### Стихи Каббани и арабское общество
Творчество Низара Каббани с самого начала отличалось большой смелостью, стремлением к разрушению существовавших в арабском обществе барьеров и табу. Уже первый сборник стихов Каббани, изданный в 1944 году под названием «Сказала мне смуглянка», фраппировал традиционалистское дамасское общество своим откровенным эротизмом.
Изданный в 1948 году второй сборник «Детство груди» (в оригинале использовано слов «نهد», означающее именно женскую грудь и обладающее сильной эротической коннотацией) также был посвящён эротической тематике.
В 1954 году депутаты сирийского парламента требовали привлечь Каббани к суду за его знаменитое стихотворение «Хлеб, гашиш и луна». В 1967 году, после того как арабские страны потерпели поражение в Шестидневной войне с Израилем, Низар Каббани написал другое своё знаменитое стихотворение «Заметки на полях книги поражения», в котором критически отозвался о современном арабском обществе в целом, и (в 17-м стихе) о руководстве арабских стран в частности. Это стихотворение вызвало бурю негодования в арабском мире: египетское правительство запретило все книги Каббани, в том числе и стихи, которые пела Умм Кульсум, а самому Каббани было запрещено въезжать в страну. Эти запреты были сняты лишь через несколько месяцев, после прямого обращения Каббани к Гамалю Абдель Насеру. Ещё ряд арабских стран потребовали заочно осудить поэта.
Песни на стихи Низара Каббани исполняли многие ведущие певцы арабского мира, в том числе Умм Кульсум, Файруз и Хафез Абдель Халим.